# Timothy Peach

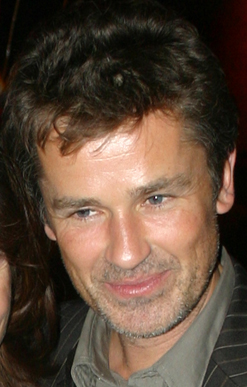
Timothy Peach (2006)

Timothy Peach (* 25. Juli 1963 in München) ist ein britisch-deutscher Schauspieler.

## Leben
Sein Vater ist Engländer, wodurch er auch die britische Staatsbürgerschaft besitzt und zweisprachig aufwuchs.
Peach besuchte das Maria-Theresia-Gymnasium München und verbrachte nach dem Abitur 1982 zehn Wochen auf Sri Lanka. Er studierte 1983/84 an der Ludwig-Maximilians-Universität München Germanistik, Geschichte und Theaterwissenschaften und von 1984 bis 1987 an der Hochschule für Musik und Darstellende Kunst Stuttgart. Nach seinem Studium spielte er Fernsehrollen, u. a. in der Serie Petticoat, bevor er von 1989 bis 1991 festes Ensemblemitglied am Stadttheater Augsburg wurde. Danach begann er als freischaffender Schauspieler zu arbeiten.
Timothy Peach ist seit 1988 mit Nicola Tiggeler verheiratet, die er während seiner Zeit am Stadttheater Augsburg kennenlernte. Sie leben in München und haben zwei Kinder. Beide stehen öfter gemeinsam auf der Bühne, wie in der Spielzeit 2007/08 am Parktheater Göggingen. Sie sind auch Botschafter des SOS-Kinderdorf e. V. und Mentoren von LILALU.

## Filmografie (Auswahl)
- 1986: Der Alte (Fernsehserie, 1 Folge)
- 1989: Petticoat – Geschichten aus den Fünfzigern (Fernsehserie)
- 1990: Keep on Running
- 1992: Löwengrube (Fernsehserie, 4 Folgen)
- 1991: Der Komödienstadel: Millionen im Heu
- 1993: Eine unheilige Liebe
- 1993–2011: Forsthaus Falkenau (Fernsehserie, verschiedene Rollen, 3 Folgen)
- 1993: Der Komödienstadel: Die Kartenlegerin
- 1994–1995: Der Clan der Anna Voss
- 1995: Verdammt er liebt mich
- 1996: Dr. Stefan Frank – Der Arzt, dem die Frauen vertrauen (Fernsehserie, 4 Folgen)
- 1996: Christobal
- 1996: Praxis Bülowbogen (Fernsehserie, 1 Folge)
- 1997: Die Unzertrennlichen (Fernsehserie)
- 1997: Stunden der Entscheidung (Rosamunde Pilcher)
- 1997: Stürmischer Sommer
- 1998: Der Bulle von Tölz: Tod am Rosenmontag
- 1998: Florian – Liebe aus ganzem Herzen
- 1999–2001, 2004: Der Landarzt (Fernsehserie)
- 1999: Liebe ist stärker als der Tod
- 1999: Die Zauberfrau
- 2001: Die Auferstehung
- 2001: Utta Danella – Der blaue Vogel
- 2002: Tierarzt Dr. Engel (Fernsehserie)
- 2003: Luther
- 2004: Rosamunde Pilcher: Solange es dich gibt
- 2004–2008: Im Tal des Schweigens (Fernsehserie, 4 Folgen)
- 2004: Meine Tochter, mein Leben
- 2004, 2016: Die Rosenheim-Cops (Fernsehserie, verschiedene Rollen, 2 Folgen)
- 2005: Jenseits von Berlin
- 2005: Willkommen daheim
- 2005: Drei teuflisch starke Frauen
- 2006: Die Frau des Heimkehrers
- 2006: Das Traumpaar
- 2006: Meine Tochter, mein Leben
- 2006: Folge deinem Herzen
- 2007–2009: Die Landärztin (Fernsehserie)
- 2007: Suchkind 312
- 2007: Sehnsucht nach Rimini
- 2008: Der Bergdoktor (Fernsehserie, 1 Folge)
- 2008: Im Herzen Afrika
- 2009: Das Traumhotel – Kap der Guten Hoffnung
- 2009: Das Traumpaar (Fernsehfilm)
- 2009: Utta Danella – Schokolade im Sommer
- 2009: Schwarzwaldliebe
- 2010: Garmischer Bergspitzen
- 2010: Die Bergretter (Fernsehserie, 1 Folge)
- 2010: Unser Charly (Fernsehserie, 3 Folgen)
- 2010: Kreuzfahrt ins Glück (Fernsehserie, 1 Folge)
- 2011: Herzflimmern – Die Klinik am See (Fernsehserie, 34 Folgen)
- 2011, 2014: Sturm der Liebe (Fernsehserie, 14 Folgen)
- 2012–2014: Rote Rosen (Fernsehserie)
- 2018: Hubert und Staller (Fernsehserie, 1 Folge)
- 2018: SOKO München (Fernsehserie, 1 Folge)
- 2019: Lena Lorenz (Fernsehreihe, 1 Folge)
- 2022: Aktenzeichen XY … ungelöst (Fernsehreihe, 1 Folge)

## Theater (Auswahl)
- 1992: Andorra (Rolle: Andri, Freilichtspiele Schwäbisch Hall)
- 1994: Antonius und Cleopatra (Rolle: Menlanius, Salzburger Festspiele)
- 1995: Romeo und Julia (Rolle: Romeo, Kreuzgangspiele Feuchtwangen)
- 2004: Sommernachtstraum (Rolle: Demetrius, Bad Hersfeld)
- 2006: Minna von Barnhelm (Rolle: Tellheim, Tournee)
- 2008: Nehmt die Wäsche vom Hof, die Komödianten kommen! (Parktheater Göggingen)
- 2012: Winnetou II (Rolle: Santer, Karl-May-Spiele Bad Segeberg)
- 2014–2015: (Konzertdirektion Landgraf GmbH & Co. KG, Titisee-Neustadt)
- 2015: (Theater-Produktion Thalia GmbH, Titisee-Neustadt)
- 2016–2017: (Theater an der Kö', Düsseldorf)
- 2018: Ziemlich beste Freunde (Konzertdirektion Landgraf GmbH & Co. KG, Titisee-Neustadt)

## Hörspiele
- 2000: Gordian Beck: Lauter nette Menschen – Regie: Christoph Dietrich (Kriminalhörspiel – BR)